# Kolbjörn Skarsgård
Kolbjörn Skarsgård, född 24 augusti 2012 i Stockholm, är en svensk barnskådespelare.
Kolbjörn Skarsgårds karriär som skådespelare inleddes år 2022 i TV-serien Clark där han spelade titelkaraktären Clark Olofsson som ung. Clark som vuxen spelades av Kolbjörns halvbror Bill. Samma år medverkade han i SVT-produktionen Kenny Starfighter – Dr Deo slår tillbaka där han spelade karaktären Milo. År 2024 spelade han titelkaraktären i kortfilmen Neon. Han medverkar även i den kommande SVT-produktionen Färjan där han spelar en av huvudrollerna, vampyren Walter, i filmatiseringen av Mats Strandbergs roman med samma namn från 2015.
Kolbjörn Skarsgård är son till Stellan Skarsgård och Megan Everett. Han är yngre helbror till Ossian Skarsgård samt yngre halvbror till bland andra Alexander, Gustaf, Bill och Valter Skarsgård.

## Filmografi (i urval)
- 2022 – Kenny Starfighter – Dr Deo slår tillbaka (TV-serie)
- 2022 – Clark (TV-serie)
- 2025 – Färjan (TV-serie)